# Nobis, Nya Varvet
Nobis, Nya Varvet, är en byggnad belägen vid Officersbacken och Freses Väg, Nya Varvet i västra Göteborg. Den har bland annat varit officersmäss och inrymmer numera kontorsverksamhet.
Officersmässen Nobis förklarades den 25 januari 1935 för statligt byggnadsminne. Byggnaden övergick den 1 januari 2005 i enskild ägo och har därmed övergått till att bli byggnadsminne.

## Bakgrund
Nya Varvet anlades 1699 som kronovarv och utbyggdes successivt under 1700-talet. En betydande expansion ägde rum vid 1800-talets början varvid flera byggnader uppfördes, bland annat efter ritningar av Fredrik Blom. Mellan 1870 och 1902 disponerades Nya Varvets byggnader av fångvårdsstyrelsen och därefter av marinen. 
Sedan marinens verksamhet vid Nya Varvet gradvis upphörde under 1980-talet uppdelades Nya Varvet i tre delområden. Byggnaderna inom ett av dessa tre områden omfattas av byggnadsminnesförklaringen och därmed sammanhängande skyddsföreskrifter. En av dessa byggnader är officersmässen Nobis.

## Historik för byggnaden

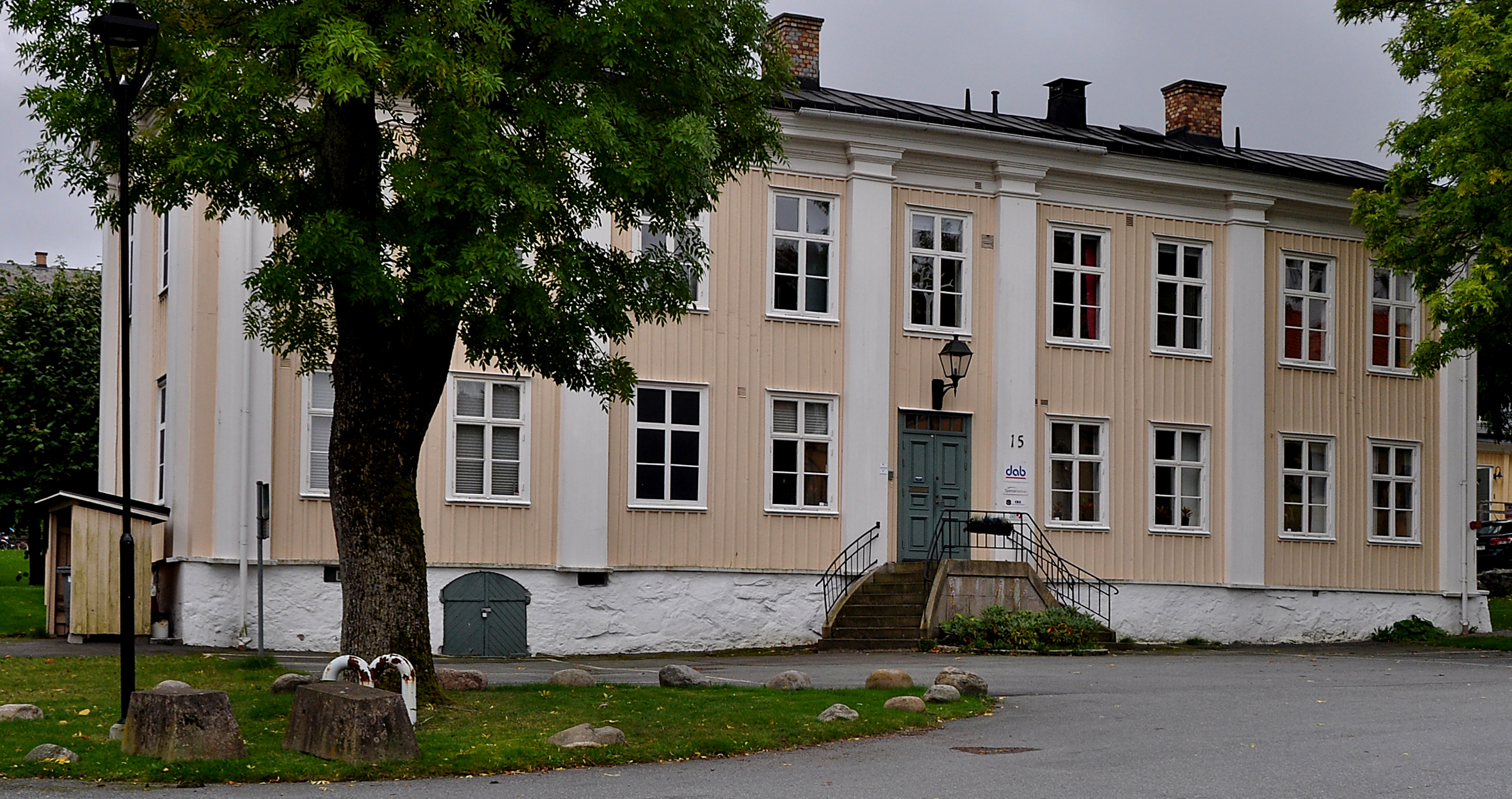
Huvudentré från norr till “Nobis” vid Nya Varvet i Göteborg.

Byggnaden "Nobis" var ursprungligen tyghus åt sjöartilleriet och uppfördes 1711 vid strandkanten cirka 150 meter norr om nuvarande placering. Efter förflyttning till nuvarande plats 1818 inreddes byggnaden till värdshus och benämndes inledningsvis "Norra Kasernen", vilket 1870 ändrades till "Nobis". 
Första våningen inrymde spisningsrum för officerare och civil personal samt fem bostadsrum för värdshushållaren, som även disponerade två rum på övervåningen. I övrigt användes denna våning till "officers och civilcorpens samling vid solenna och högtidliga tillfällen".
Då fångvårdsstyrelsen 1870 övertog Nya Varvet upphörde värdshusrörelsen. Lokalerna användes då bland annat som bostäder åt två fångvårdskonstaplar. Från 1907 och fram till andra världskrigets början användes lokalerna huvudsakligen för tillfällig inkvartering av officerare. Mellan åren 1917 och 1926 disponerade Älvsborgs fästnings officerskassa den övre våningen som festsal. De flesta byggnaderna på Nya Varvet byggnadsminnesförklarades 1935.
Det gjordes en genomgripande ombyggnad 1955–56 varefter byggnaden helt nyttjades som mäss. Paradtrappan har sannolikt tillkommit i samband med denna ombyggnad. Byggnaden har senare använts som klubblokal för Sjöofficerssällskapet i Göteborg och inrymmer idag kontorsverksamhet.